# Xã Washington, Quận Nemaha, Kansas
Xã Washington (tiếng Anh: Washington Township) là một xã thuộc quận Nemaha, tiểu bang Kansas, Hoa Kỳ. Năm 2010, dân số của xã này là 380 người.